# Mito fundador

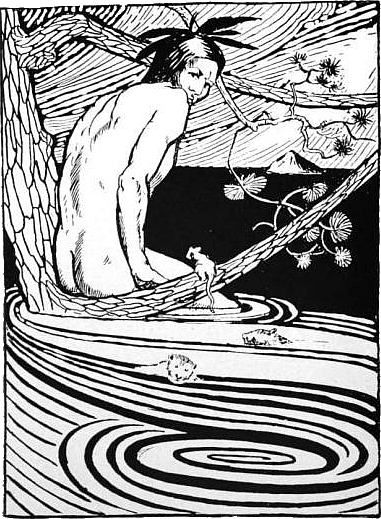
A história de um grande dilúvio é um importante mito fundador em diversas culturas. Esta gravura ojíbua retrata Nanabozo.

Um mito fundador ou mito de origem é um mito que descreve a origem de alguma característica do mundo natural ou social. Um tipo de mito fundador é o mito de criação, que descreve a criação do mundo. Ainda, muitas culturas têm histórias ambientadas após o mito cosmogônico, que descrevem a origem dos fenômenos naturais e das instituições humanas dentro de um universo preexistente.
Na erudição greco-romana, os termos mito etiológico e aiton (do grego antigo αἴτιον, "causa") às vezes são usados para designar um mito que explica uma origem, particularmente como um objeto ou costume passou a existir.

## Natureza dos mitos fundadores
Todo mito fundador é um conto da criação: descrevem como alguma realidade passou a existir.  Em muitos casos, os mitos fundadores também justificam a ordem estabelecida, explicando que ela foi estabelecida por forças sagradas (ver a seção "função social" abaixo). A distinção entre mitos cosmogônicos e mitos fundadores não é clara: Um mito sobre a origem de alguma parte do mundo pressupõe necessariamente a existência do mundo—o que, para muitas culturas, pressupõe um mito cosmogônico. Nesse sentido, pode-se pensar nos mitos fundadores como construindo e ampliando os mitos cosmogônicos de suas culturas. Ainda, nas culturas tradicionais, a recitação de um mito de origem costuma ser precedida da recitação do mito cosmogônico.De acordo com o historiador Mircea Eliade, para muitas culturas tradicionais, quase todas as histórias sagradas são qualificadas como um mito de origem. Os humanos tradicionais tendem a modelar seu comportamento a partir de eventos sagrados, vendo sua vida como um "eterno retorno" à era mítica. Por causa dessa concepção, quase toda história sagrada descreve eventos que estabeleceram um novo paradigma para o comportamento humano e, portanto, quase toda história sagrada é uma história sobre uma criação.

## Função social
Mitos fundadores cumprem o papel de justificar o estado atual das coisas. Nas culturas tradicionais, as entidades e forças descritas nos mitos de origem costumam ser consideradas sagradas. Assim, ao atribuir o estado do universo às ações dessas entidades e forças, os mitos de origem conferem à ordem atual uma aura de sacralidade: "Os mitos revelam que o Mundo, o homem e a vida têm origem e história sobrenaturais, e que isso a história é significativa, preciosa e exemplar." Muitas culturas instilam a expectativa de que as pessoas tomem deuses e heróis míticos como modelos, imitando suas ações e defendendo os costumes que estabeleceram:
Quando o missionário e etnólogo C. Strehlow perguntou ao australiano Arunta por que realizavam certas cerimônias, a resposta sempre foi: "Porque os ancestrais assim o ordenaram." Os Kai da Nova Guiné recusaram-se a mudar sua maneira de viver e trabalhar e explicaram: "Foi assim que fizeram os Nemu (os ancestrais míticos), e nós fazemos o mesmo." Questionado sobre o motivo de um detalhe específico em uma cerimônia, um cantor Navaho respondeu: "Porque o Povo Sagrado fez assim primeiro." Encontramos exatamente a mesma justificativa na oração que acompanha um ritual tibetano primitivo: "Como foi transmitido desde o início da criação da Terra, devemos sacrificar. (…) Assim como nossos ancestrais faziam—nós também fazemos agora."
Os mitos fundadores unem as pessoas e tendem a incluir eventos místicos ao longo do caminho para fazer os "fundadores" parecerem mais desejáveis e heroicos. Monarcas governantes ou aristocracias podem alegar descendência de fundadores/deuses/heróis míticos para legitimar seu controle. Por exemplo: Júlio César e seus parentes reivindicaram Eneias (e por meio de Eneias, a deusa Vênus) como ancestral.

## Mito etiológico
Um mito etiológico explica:
- as origens de um ritual ou da fundação de uma cidade
- a etnogênese de um grupo apresentado como uma genealogia[6] com um patrono e, portanto, de uma nação (natio, 'nascimento')
- as origens espirituais de uma crença, filosofia, disciplina ou ideia—apresentada como uma narrativa

Começando nos tempos proto-históricos, muitas civilizações e reinos adotaram alguma versão de um modelo heróico de mito fundador nacional, incluindo os hititas e a dinastia Chou na Idade do Bronze; os citas, Wu-sun, romanos e Koguryo na Antiguidade Clássica; turcos e mongóis durante a Idade Média; e o {canato de Zungaria no final da Renascença.

### China
No mito fundador da dinastia Chou na China, Lady Yuan faz um sacrifício ritual para conceber, então fica grávida após pisar na pegada do Rei dos Céus. Ela dá à luz um filho, Hou Ji, que deixa sozinho em lugares perigosos onde ele é protegido por ovelhas, gado, pássaros e lenhadores. Convencida de que ele é um ser sobrenatural, ela o leva de volta e o cria. Quando chega à idade adulta, ele assume a posição de Mestre dos Cavalos na corte do imperador Yao, e obtém sucesso no cultivo de grãos, cabaças e feijões. De acordo com a lenda, ele se torna o fundador da dinastia Chou após derrubar o governante maligno de Shang.
Como outras civilizações, os citas também reivindicaram descendência do filho do deus dos céus. Um dia, a filha do deus do rio Dniepre roubou os cavalos de um jovem enquanto ele pastoreava seu gado e o forçou a se deitar com ela antes de devolvê-los. Desta união, ela concebeu três filhos, dando-lhes o arco do pai quando eles atingissem a maioridade. O filho que pudesse puxar o arco se tornaria rei. Todos tentaram, mas apenas o mais jovem teve sucesso. Em sua tentativa, três objetos de ouro caíram do céu: um arado e jugo, uma espada e uma xícara. Quando os dois mais velhos tentaram pegá-los, o fogo os impediu. Depois disso, foi decidido que o filho mais novo, Citas, se tornaria rei, e seu povo seria conhecido como citas.

### Torá
A Torá (ou Pentateuco, o nome coletivo dos primeiros cinco livros da Bíblia: Gênesis, Êxodo, Levítico, Números e Deuteronômio) forma o mito oficial da origem do povo e os fundamentos de sua cultura e instituições, e é um princípio fundamental do Judaísmo, de que a relação entre Deus e seu povo escolhido foi estabelecida no Monte Sinai por meio da Torá.
Um mito fundador pode servir como a principal exemplum, como o mito da Ixion foi o exemplo grego original de um assassino tornado contaminado pelo seu crime, que precisava de limpeza (catarse) de sua impureza.

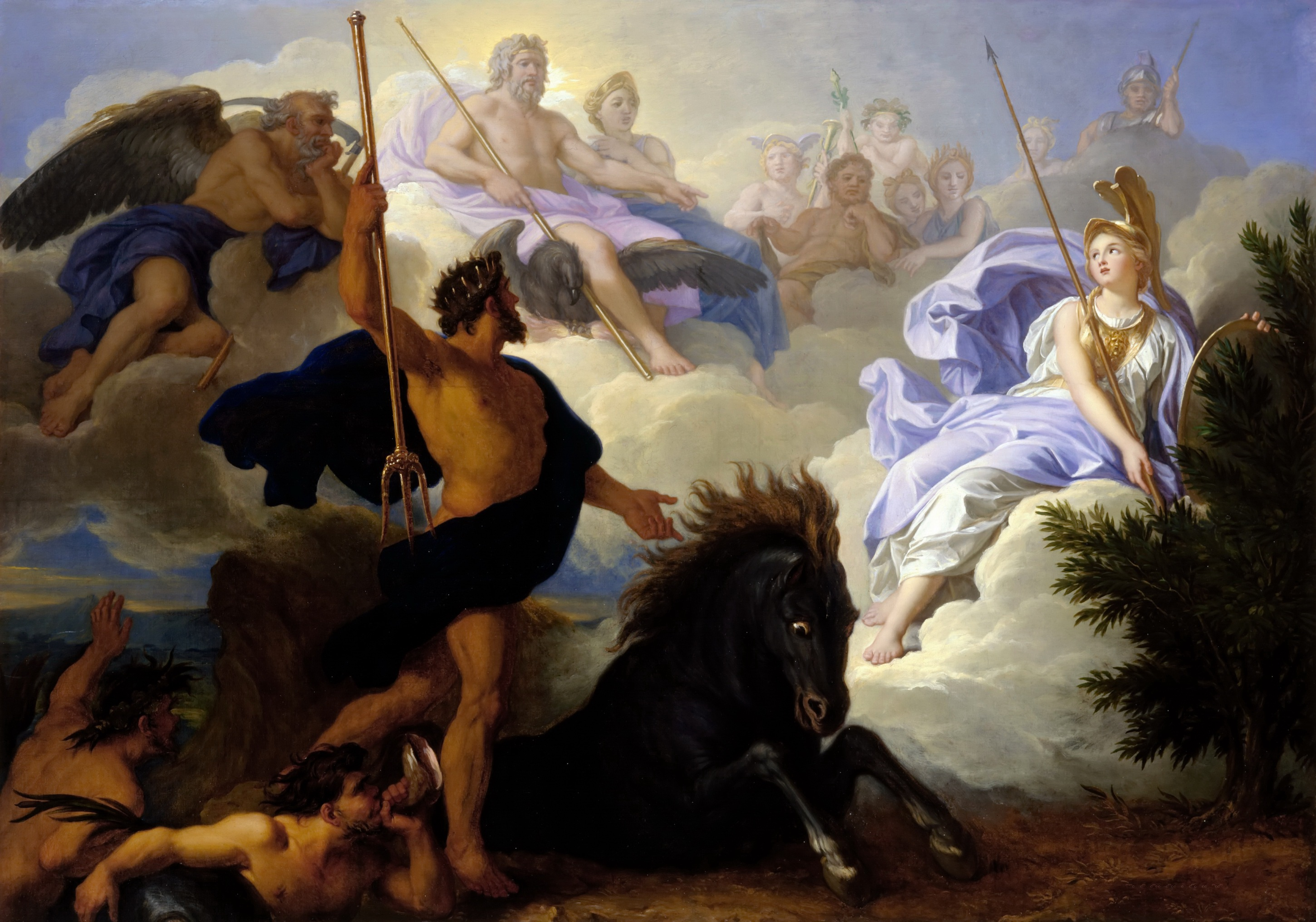
A disputa de Minerva e Neptuno por René-Antoine Houasse, retratando o mito fundador de Atenas

### Grécia
Os mitos fundadores aparecem com destaque na mitologia grega. "Os rituais gregos antigos eram vinculados a grupos locais proeminentes e, portanto, a localidades específicas", observou Walter Burkert, "isto é, os santuários e altares que foram construídos para eternidade". Assim, os mitos fundadores gregos e hebraicos estabeleceram a relação especial entre uma divindade e o povo local, que traçaram suas origens a partir de um herói e autenticaram seus direitos ancestrais por meio do mito fundador. Os mitos fundadores gregos muitas vezes incorporam uma justificativa para a antiga derrubada de uma ordem mais antiga e arcaica, reformulando um evento histórico ancorado no mundo social e natural para valorizar as práticas comunitárias atuais, criando narrativas simbólicas de "importância coletiva" enriquecidas com metáforas em a fim de dar conta das cronologias tradicionais e construir uma etiologia considerada plausível entre aqueles com um investimento cultural.
Na visão grega, o passado mítico tinha raízes profundas no tempo histórico, suas lendas tratadas como fatos, como observou Carlo Brillante, seus protagonistas heroicos vistos como elos entre a "idade das origens" e o mundo mortal e cotidiano que conseguiu. Um tradutor moderno d'As Argonáuticas de Apolônio observou, das muitas aitia embutidas como digressões naquele épico helenístico, que "crucial para a estabilidade social tinha que ser a função dos mitos em fornecer explicações, autorização ou empoderamento para o presente em termos de origens: isso poderia se aplicar não apenas a fundações ou mitos de cartas e árvores genealógicas (apoiando, assim, reivindicações familiares ou territoriais), mas também a escolhas morais pessoais." No período após Alexandre, o Grande, expandir o mundo helenístico, a poesia grega—Calímaco escreveu toda uma obra intitulada simplesmente Aitia—está repleta de mitos fundadores. Simon Goldhill emprega a metáfora da sedimentação ao descrever a deposição de camadas de Apolônio "onde cada objeto, culto, ritual, nome pode ser aberto... em uma narrativa de origem, e onde cada narrativa, cada evento, pode levar a um culto, ritual, nome, monumento."

### Roma
Um exemplo notável é o mito da fundação de Roma—a história de Rômulo e Remo, que Virgílio, por sua vez, amplia em sua Eneida com a odisseia de Eneias e sua demolição de Lavínio, e a posterior relocação de seu filho Iulo e governo dos Alba Longa, local de nascimento dos gêmeos famosos, e sua descendência de sua linha real, encaixando-se perfeitamente no cânone de eventos já estabelecido. Da mesma forma, a história do Êxodo do Antigo Testamento serve como mito fundador para a comunidade de Israel, contando como Deus libertou os israelitas da escravidão e como eles, portanto, pertenciam-lhe através do Pacto do Monte Sinai.

### Idade média
Durante a Idade Média, os mitos fundadores das comunas medievais do norte da Itália manifestaram a crescente autoconfiança da população urbana e a vontade de encontrar uma origem romana, embora tênue e lendária. Na Pádua do século XIII, quando cada comuna procurava um fundador romano—e se não havia um, inventava um—uma lenda corria na cidade, atribuindo sua fundação ao Antenor troiano.

### Heróis fundadores
Heróis continuam a ser um ponto de apoio importante para os mitos de origem de muitas nações e sociedades mais recentes. Em contextos coloniais da era moderna, ondas de indivíduos e grupos vêm à tona na história popular como formando e exemplificando os ideais de um grupo: exploradores seguidos por conquistadores seguidos por desenvolvedores/exploradores. Observe, por exemplo, os conquistadores dos impérios ibéricos, os bandeirantes no Brasil, os coureurs des bois no Canadá, os cossacos e os promyshlenniki na Sibéria e no Alasca, os pioneiros no centro e oeste dos Estados Unidos e os voortrekkers no sul da África.

## Cidades e nações
Mitos fundadores são relatos do desenvolvimento de cidades e nações. Uma história fundamental representa a visão de que a criação da cidade é uma conquista humana. O controle humano e a remoção da natureza selvagem e descontrolada são destacados. Existem duas versões de histórias fundamentais: história de civilização e história de degradação.
As histórias de civilização consideram a natureza perigosa e selvagem. O desenvolvimento da cidade é visto como um distanciamento bem-sucedido dos humanos da natureza. A natureza está bloqueada e os humanos se orgulham de fazer isso com sucesso. Em 1984, o geógrafo Yi-Fu Tuan sugeriu classificar as cidades de acordo com sua distância aos ritmos e ciclos naturais.
As histórias de degradação (também chamadas de histórias de poluição) assumem uma postura diferente. A cidade é vista como estragando a paisagem das relações ecológicas que existiam antes de a cidade ser estabelecida. Existe um sentimento de culpa por degradar o sistema intacto da natureza. Nas histórias de degradação, a verdadeira natureza só existe fora da cidade.